# Franz Sacher
Franz Sacher (1816. – 1907.) bio je židovski pekar poznat po svojim Sachertortama.

1832. godine, austrijski vojvoda Metternich priredio je večeru za plemiće. Želeći impresionirati uvažene goste iznimnom slasticom, naredio je dvorskom slastičaru da priredi desert, uz slavne riječi: "Koji me neće postidjeti večeras!"
Kako se glavni slastičar baš toga dana razbolio, odgovornost za dvorsku pekaru pala je na leđa 16-godišnjeg šegrta Franca Sachera, koji je tek dvije godine naukovao u kuhinji. Mladi Sacher je priredio kolač od jaja, maslaca i čokolade premazan marmeladom od marelica i preliven gorkim čokoladnim preljevom - koji je oduševio Vojvodu i goste, a mladom slastičarskom naučniku osigurao mjesto u povijesti Beča i Austrije. 
Sin Franca Sachera, Eduard, 1876. godine otvorio je slavni Hotel Sacher u blizini Bečke Opere - u kojem se i danas čuva i izvorni recept Franca Sachera - koji se prenosi usmenom predajom.
Do 1965. god. Hotel Sacher je vodio sudsku parnicu s također slavnom bečkom slastičarnicom Demel, u kojoj se prodavala torta pod nazivom "Original Sachertorte". U Beču se i danas špekulira o načinu na koji je Demel saznao recept ovog kolača. Slastičarnica Demel i danas prodaje Sachericu, ali pod nazivom "Demel's Sachertorte", koja se od "Originala" razlikuje u tome što premaz od marmelade nije po sredini kolača, nego na vrhu, neposredno ispod čokoladne glazure. 
U Hotelu Sacher godišnje se ispeče preko 300.000 Sacher torti koje se prodaju u elegantnim drvenim kutijama i šalju na sve strane svijeta. U turističkoj sezoni, hotelski slastičari pripreme i do 2000 Sacherovih torti dnevno.